# Darbsaq
Darbsaq, Darbsak, Trapezac o Trabesac (el moderno Terbezek) fue una fortificación construida sobre un risco que protegía el acceso al collado de Belén desde el norte. Su historia está ligada a la del castillo de Bagras (o «de Gaston») ubicado a quince kilómetros, que defendía el mismo punto pero desde el sur.

## El collado de Belén
El collado de Belén (o «Beylan»), situado a unos veinticinco kilómetros al norte de Antioquía, permite pasar de Alejandreta (Iskenderun), junto a la costa mediterránea a Antioquía (llamada modernamente Hatay o Antakya), y desde esta penetrar en Siria.
El collado tiene unos setecientos cincuenta metros de altitud y es una de las «puertas» de Siria.

## La fortaleza
El castillo de Darbsaq se alza sobre un saliente rocoso aislado y lo abastecía de agua un acueducto. La construcción vigilaba el paso hacia el monte Amano (en turco: Nur Dağları o montes de la Luz, en latín monts Amanus), una sierra del sudeste de Turquía, y el camino que permite pasar de Antioquía a Alepo evitando rodear el lago de Amq.
Solamente se conservan todavía partes de la cortina y de las escaleras de la fortaleza, una cisterna y algunas salas abovedadas. Se pueden observar también los cimientos de dos torres cuadradas, que se alzaban en cada extremo del risco. En la cumbre se encuentran los restos de lo que parece haber sido un reducto.

## Historia

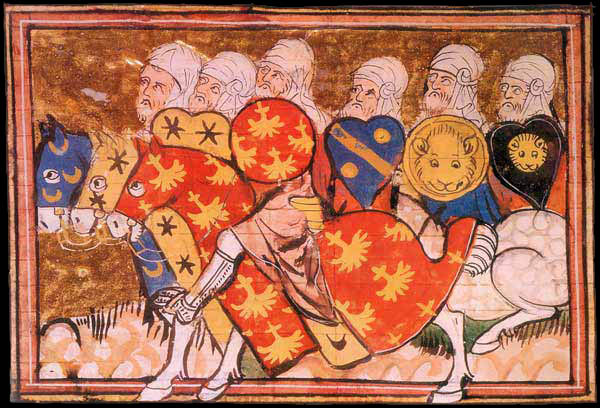
El ejército de Saladino en una miniatura de un manuscrito de Guillermo de Tiro, Historia de Tierra Santa, 1337, BNF, Fr.22495 f.229v.

Se desconoce el origen de la fortaleza, pero se cree que debe de ser una antigua construcción romana heredada por los bizantinos que luego pasó a poder de los caballeros de la orden del Temple hacia mediados del siglo XII, que lo reconstruyeron.
Los francos lo tomaron durante la primera cruzada, y el príncipe de Antioquía lo confió a la orden del Temple hacia 1098.
Melias el «templario armenio», príncipe renegado vasallo de los musulmanes, se apoderó de él hacia 1168 o 1170 y lo conservó hasta su muerte el 15 de mayo de 1175.
El castillo volvió a manos de los templarios hasta la campaña de conquista de Saladino, que asedió la plaza en persona el 2 de septiembre de 1188 y lo conquistó pese a la denodada resistencia de su guarnición, que aguantó el cerco hasta el 16 del mes.
Fue muy disputado en virtud de su ubicación estratégica. Los armenios se apoderaron de él en 1205, luego los templarios hacia 1237, después los mongoles en torno al 1260, que lo cedieron luego a los armenios, y finalmente se adueñaron de él los mamelucos del sultán Baibars en 1266 . La última conquista de la plaza que se conoce fue la de los mongoles del kan de Persia Abagha en 1280, que se apoderaron de Aintab, Bagras y Alepo y destruyeron la localidad y el castillo.